# 富小路禎子
富小路 禎子（とみのこうじ よしこ、1926年8月1日 - 2002年1月2日）は、昭和・平成期の歌人。敗戦で没落した旧華族に生きる青春の歌などで知られる。

## 生涯
東京府東京市淀橋区（現・東京都新宿区）上落合出身。女子学習院高等科卒。生まれた富小路家は歌道の家の流れを汲む子爵家で、父富小路隆直（1885年生）は元貴族院議員。しかし太平洋戦争中に母のふさよ（1890年生）を病気で亡くし、終戦後は父の失職などにより没落し、旅館の女中などを経て日東化学工業（現・三菱レイヨン）に勤務、定年まで勤めた。植松寿樹に師事し、1946年歌誌『沃野』創刊に参加、のち編集委員、発行人となる。「女人短歌」にも参加した。
1992年「泥眼」で第28回短歌研究賞。1997年「不穏の華」で第31回迢空賞受賞。生涯独身であった。2002年に心室細動により死去。

## 著書
- 未明のしらべ 歌集 短歌新聞社 1956 沃野叢書　のち文庫
- はくぎょう 新星書房 1970 沃野叢書
- 透明界 歌集 角川書店 1976 沃野叢書
- 柘榴の宿 歌集 短歌新聞社 1983.12 沃野叢書
- 花をうつ雷 富小路禎子歌集 短歌新聞社 1989.8 現代短歌全集
- 吹雪の舞 富小路禎子歌集 雁書館 1993.2 沃野叢書
- 不穏の華 富小路禎子歌集 砂子屋書房 1996.11 沃野叢書
- 芥子と孔雀 歌集 短歌研究社 2002.7
- 遠き茜 富小路禎子歌集 短歌新聞社 2002.8 現代女流短歌全集
- 富小路禎子全歌集 富小路禎子全歌集刊行委員会編 角川書店 2003.12 沃野叢書

## 参考書
- 富小路禎子 高橋順子 新潮社 2001.8
- 富小路禎子の歌 今井恵子 雁書館 2002.8